# Hans am Ende

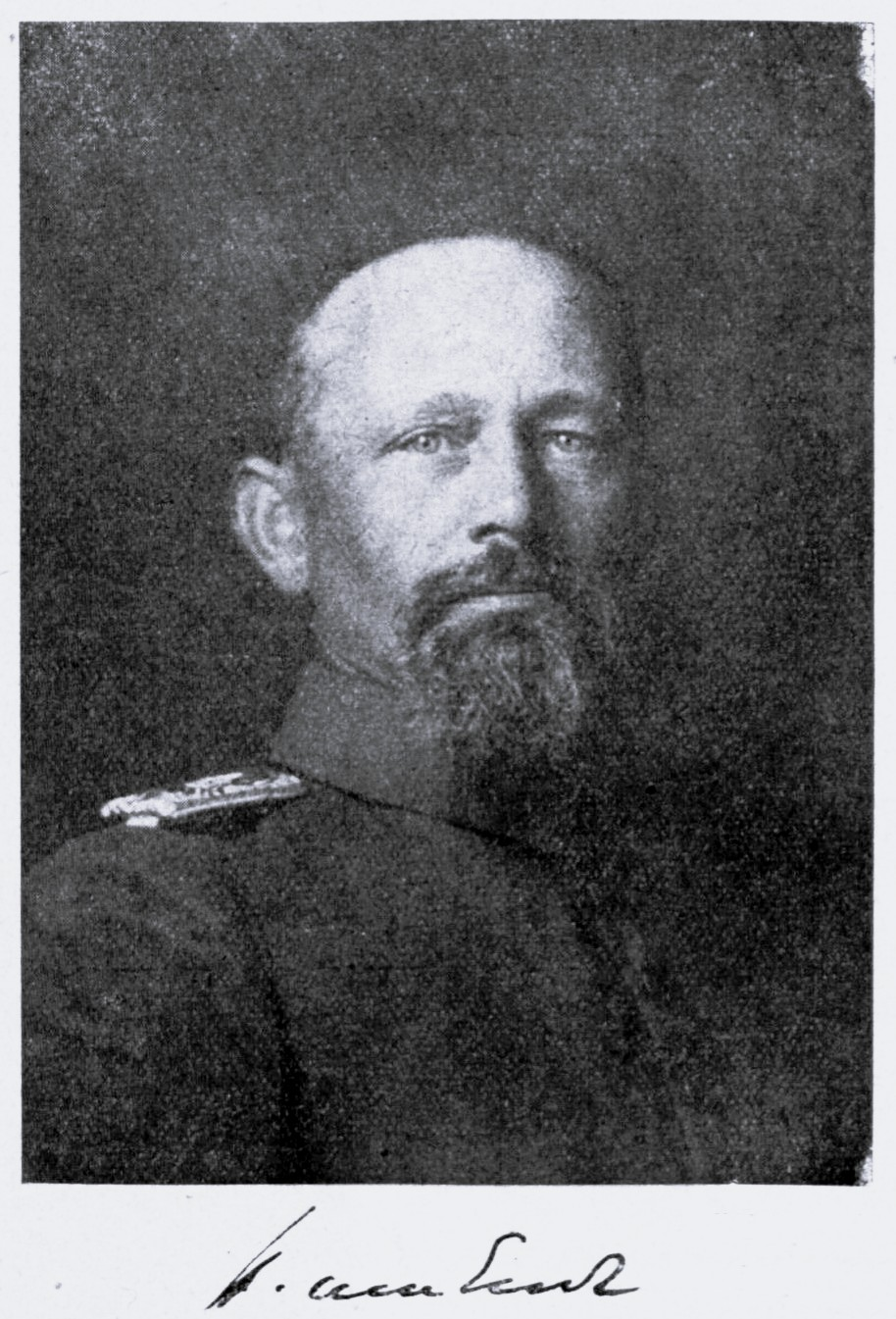
Hans am Ende, 1916

Hans am Ende, född 31 december 1864 i Trier, död 9 juli 1918 i Stettin, var en tysk målare, etsare och skulptör.
Han utbildades i München och Karlsruhe 1884-89, och bosatte sig senare i Bremen. Am Endes målningar och raderingar avbildar oftast det nordtyska hed- och mosslandskapet.